# Euproctis hoenei
Euproctis hoenei är en fjärilsart som beskrevs av Collenette 1934. Euproctis hoenei ingår i släktet Euproctis och familjen tofsspinnare. Inga underarter finns listade i Catalogue of Life.